# Legião Checoslovaca

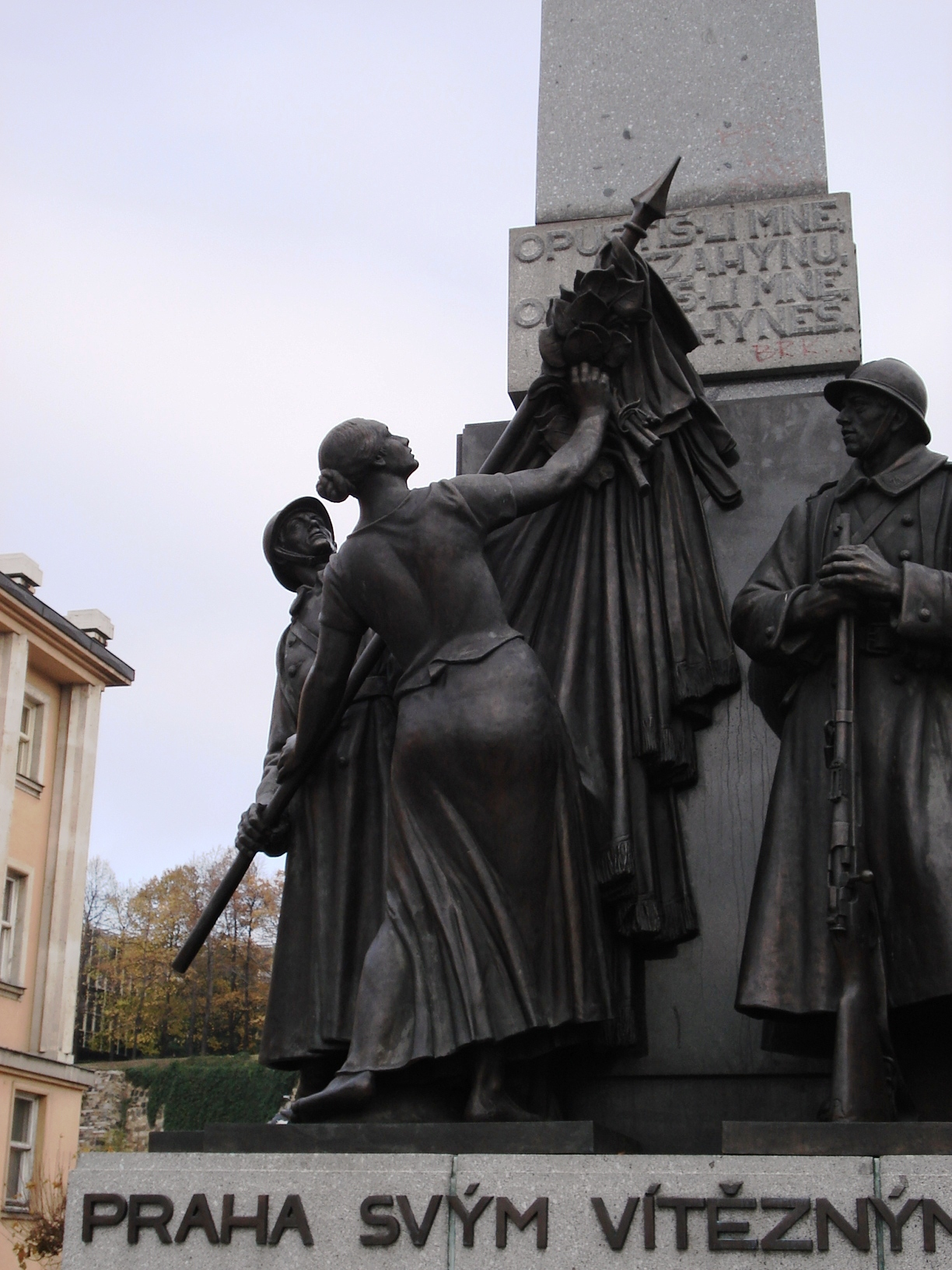
Monumento dedicado às Legiões Checoslovaca, na praça Palacky, em Praga.

As legiões checoslovacas (Československé legie em checo, Československé légie em eslovaco) foram voluntários checos e eslovacos que serviram em exércitos da Entente Cordiale durante a Primeira Guerra Mundial (1914-1918) e a Guerra Civil Russa (1918-1922). As legiões checoslovacas serviram principalmente nos exércitos franceses e russos.  Também foram encontrados corpos militares checoslovacos nos exércitos italiano e sérvio. O objetivo era de ganhar a emancipação da região das regiões checas da Boêmia e Morávia e a região Eslováquia, com o suporte dos Aliados.